# Клопотівецька сільська рада
Клопотове́цька сільська́ ра́да — адміністративно-територіальна одиниця та орган місцевого самоврядування в Деражнянському районі Хмельницької області. Адміністративний центр — село Клопотівці.

## Загальні відомості
Клопотовецька сільська рада утворена в квітні 1944 року.
- Територія ради: 21,86 км²
- Населення ради: 664 особи (станом на 2001 рік)

## Населені пункти
Сільській раді були підпорядковані населені пункти:
- с. Клопотівці
- с. Вівсяники
- с. Чернелівці

## Склад ради
Рада складалася з 15 депутатів та голови.
- Голова ради: Базалівський Віктор Володимирович
- Секретар ради: Людяна Олена Василівна

### Керівний склад попередніх скликань
| Прізвище, ім'я, по батькові       | Основні відомості                                                 | Дата обрання | Дата звільнення |
| --------------------------------- | ----------------------------------------------------------------- | ------------ | --------------- |
| Седеба Андрій Федорович           | Сільський голова, 1969 року народження, безпартійний              | 26.03.2006   | 31.10.2010      |
| Базалівський Віктор Володимирович | Сільський голова, 1964 року народження, освіта середня спеціальна | 31.10.2010   |                 |

Примітка: таблиця складена за даними сайту Верховної Ради України

### Депутати
За результатами місцевих виборів 2010 року депутатами ради стали:

#### За суб'єктами висування
| Суб'єкт висування            | Кількість обраних депутатів | %    |
| ---------------------------- | --------------------------- | ---- |
| Партія регіонів              | 6                           | 40   |
| Народна партія               | 3                           | 20   |
| Єдиний Центр                 | 2                           | 13,3 |
| Самовисування                | 2                           | 13,3 |
| Соціалістична партія України | 2                           | 13,3 |

#### За округами
| № округу                     | Прізвище, ім'я, по батькові         | Дата визнання обраним | Освіта  | Партійна приналежність             | Відомості про обраного депутата                                          |
| ---------------------------- | ----------------------------------- | --------------------- | ------- | ---------------------------------- | ------------------------------------------------------------------------ |
| Єдиний Центр                 |                                     |                       |         |                                    |                                                                          |
| 7                            | Когут Зоя Петрівна                  | 01.11.2010            | середня | член Єдиного Центру                | Деражнянський відділ соціального захисту населення, соціальний працівник |
| 9                            | Колодій Надія Давидівна             | 01.11.2010            | середня | член Єдиного Центру                | Клопотовецьке поштове відділення, листоноша                              |
| Народна Партія               |                                     |                       |         |                                    |                                                                          |
| 1                            | Барщевський Олександр Володимирович | 01.11.2010            | середня | член Народної партії               | тимчасово не працює                                                      |
| 2                            | Жомір Олександр Леонідович          | 01.11.2010            | середня | член Народної партії               | тимчасово не працює                                                      |
| 8                            | Новіцький Віктор Станіславович      | 01.11.2010            | середня | член Народної партії               | пенсіонер                                                                |
| Партія регіонів              |                                     |                       |         |                                    |                                                                          |
| 10                           | Судеба Андрій Федорович             | 27.12.2010            | вища    | член Партії регіонів               | тимчасово не працює                                                      |
| 11                           | Заржицька Алла Володимирівна        | 01.11.2010            | середня | член Партії регіонів               | Клопотівецька сільська рада, землевпорядник                              |
| 12                           | Ломако Людмила Федорвна             | 01.11.2010            | середня | член Партії регіонів               | Клопотівецька сільська рада, техпрацівник                                |
| 13                           | Сумера Галина Петрівна              | 01.11.2010            | середня | член Партії регіонів               | тимчасово не працює                                                      |
| 14                           | Людяна Олена Василівна              | 01.11.2010            | середня | член Партії регіонів               | Клопотівецька сільська рада, секретар                                    |
| 15                           | Стахмич Зоя Савівна                 | 01.11.2010            | середня | член Партії регіонів               | Фермерське господарство, голова                                          |
| Соціалістична партія України |                                     |                       |         |                                    |                                                                          |
| 4                            | Черевко Тамара Антонівна            | 01.11.2010            | середня | член Соціалістичної партії України | пенсіонер                                                                |
| 6                            | Овдієнко Людмила Євгенівна          | 01.11.2010            | середня | член Соціалістичної партії України | Продуктовий магазин с. Клопотівці, продавець                             |
| Самовисування                |                                     |                       |         |                                    |                                                                          |
| 3                            | Черевко Антон Борисович             | 27.12.2010            | середня | позапартійний                      | Вінницький коледж, студент                                               |
| 5                            | Кухар Віктор Тимофійович            | 01.11.2010            | середня | позапартійний                      | тимчасово не працює                                                      |